# Megachile rhodura
Megachile rhodura är en biart som beskrevs av Cockerell 1906. Megachile rhodura ingår i släktet tapetserarbin, och familjen buksamlarbin. Inga underarter finns listade i Catalogue of Life.